# Siyadebrina Wayu
Siyadebrina Wayu (en amharique : ሲያደብርና ዋዩ) est l'un des woredas de la région d'Amhara de l'Éthiopie. Située dans la Zone Semien Shewa, Siyadebrina Wayu est bordée au sud par la Région d'Oromia, à l'ouest par Ensaro, au nord par  Moretna Jiru, et à l'est par Basona Werana. Les villes de ce Woreda comprennent Deneba. Siyadebrina Wayu faisait partie de l'ancien Woreda Siyadebrina Wayu Ensaro.

## Démographie
Sur la base du recensement national de 2007 mené par l'agence centrale de statistique d'Éthiopie (CSA), ce Woreda compte une population totale de 61 046 habitants, dont 31 322 hommes et 29 724 femmes ; 4 522 ou 7,41% sont des citadins. La majorité des habitants pratiquaient l'église orthodoxe éthiopienne, 99,58 % d'entre eux déclarant que c'était leur religion.